# Seinäjoki ekonomiska region
Seinäjoki ekonomiska region (finska: Seinäjoen seutukunta) är en av ekonomiska regionerna i landskapet Södra Österbotten i Finland. Folkmängden i ekonomiska regionen uppgick den 1 januari 2013 till 125 896 invånare, regionens totala areal utgjordes av 5 871 kvadratkilometer och därav utgjordes landytan av 5 783,59  kvadratkilometer.  I Finlands NUTS-indelning representerar regionen nivån LAU 1 (f.d. NUTS 4), och dess nationella kod är 142.

## Förteckning över kommuner
Seinäjoki ekonomiska region omfattar följande fem kommuner: 
- Ilmola kommun
- Kauhava stad
- Kurikka stad
- Lappo stad
- Seinäjoki stad
- Storkyro kommun

Samtliga kommuners språkliga status är enspråkigt finska.